# دولچه گابانا

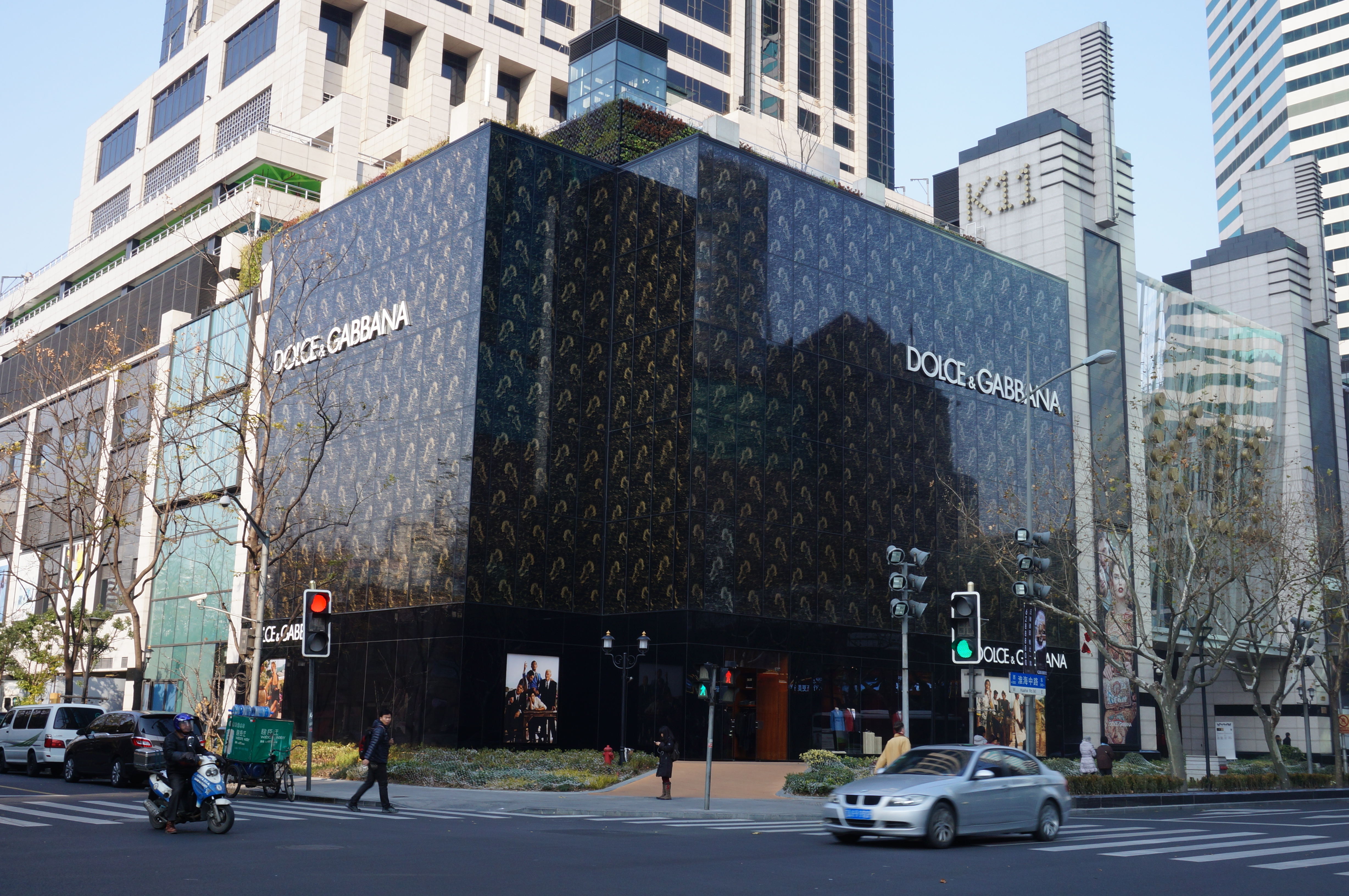
شعبه‌ای از دولچه گابانا در شانگهای

دولچه گابانا (به ایتالیایی: Dolce & Gabbana) شرکت ایتالیایی است که در زمینه تولید کالای لوکس و طراحی مد فعالیت می‌کند. این شرکت در سال ۱۹۸۵ توسط دومنیکو دولچه و استفانو گابانا، در شهر میلان تأسیس شد.
در سال ۲۰۰۵ حجم مبادلات شرکت دولچه گابانا، بالغ بر ۵۹۷ میلیون یورو بوده‌است.

## سبک کاری
دولچه و گابانا به خاطر طراحی‌های منحصر به فرد و تیپ خاص خود مشهور هستند. مجموعه‌های آن‌ها بازتابی از رسوم کشور ایتالیا با الهام از دهه ۶۰ میلادی است.
سبک مدیترانه‌ای دولچه و گابانا چارچوبی سختگیرانه نداشته و با الهام از دنیایی خیالی به طراحی‌های جدید و خاص دست پیدا می‌کند. کلکسیون‌های فصلی آن‌ها، از سبک باروک تا پلاستیکی، از طبقه اشرافی تا کارگر، از استایل بی‌پروا تا بورژوایی، از تصاویر حیوانات تا لباس کاردینال تغییر می‌کند. طبق گفته سوزی منکز، خبرنگار بین‌المللی، این دو طراح قادر به تلفیق دوره‌های مختلف، کشورها، ظواهر مردانه و زنانه، پارچه‌ها و سبک‌های مختلف هستند.

## نشان‌های تجاری
شرکت دولچه و گابانا دارای دو برند مجزا است، که هر یک خط و سیاست‌های خود دنبال می‌نمایند. این دو برند، عبارتند از:
- دولچه&گابانا
- دی اند جی

### دولچه&گابانا
دولچه&گابانا (به انگلیسی: Dolce&Gabbana) (که بر خلاف نام شرکت، بدون فاصله تلفظ می‌شود) مخصوص اقلام بیشتر تجملی و گران‌قیمت است. همچنین بعلت دارا بودن طراحان و لباس‌های شب رسمی و پوشاک متناسب با فصل، دارای اعتبار بیشتری نیز می‌باشد.
- لباس ساحل
- لباس زیر
- عینک آفتابی
- عطر
- کیف پول
- پوشاک آماده
- اوت کوتور

## تفاوت دولچه اند گابانا با دی اَند جی (D&G)
در سال ۱۹۹۴ دولچه‌اند گابانا نام تجاری D&G را با الهام از سبک مد خیابانی و نوعی سبک جوان پسندانه راه اندازی کردند. وظیفه تولید و پخش لباس‌های این خط تولید جدید بر عهدهٔ شرکت ایتیِرِه (Ittierre) بود؛ بنابراین، لباسهایی که با دی اند جی (D&G) در بازار به چشم می‌خورند، همگی ساخت شرکت اصلی دولچه‌اند گابانا نیست.
شرکت ایتیره وظیفهٔ ساخت انی لباس‌ها را به عهده گرفته‌است. البته تمامی لباس‌های تولید شده با بهترین کیفیت ممکن و تحت استانداردها و شرایط قابل قبول شرکت مادر طراحی می‌شوند.

## فروشگاه‌های آمریکا
- نیویورک، نیویورک سیتی
- کالیفرنیا، بورلی هیلز
- نیویورک، لانگ آیلند
- میامی و فلوریدا
- لاس وگاس، نوادا

## فروشگاه‌های کانادا
دولچه و گابانا فقط در سه منطقه کانادا فروشگاه دارد.
- مونترآل
- تورنتو
- ونکوور